# Vostānīyeh-ye Yek
Vostānīyeh-ye Yek (persiska: وستانیّه یک) är en ort i Iran.   Den ligger i provinsen Khuzestan, i den västra delen av landet, 600 km söder om huvudstaden Teheran. Vostānīyeh-ye Yek ligger 6 meter över havet och antalet invånare är 321.
Terrängen runt Vostānīyeh-ye Yek är mycket platt. Runt Vostānīyeh-ye Yek är det ganska tätbefolkat, med 54 invånare per kvadratkilometer. Närmaste större samhälle är Yūkhān, 9,5 km sydväst om Vostānīyeh-ye Yek. Trakten runt Vostānīyeh-ye Yek är ofruktbar med lite eller ingen växtlighet.